# 아이작 와츠

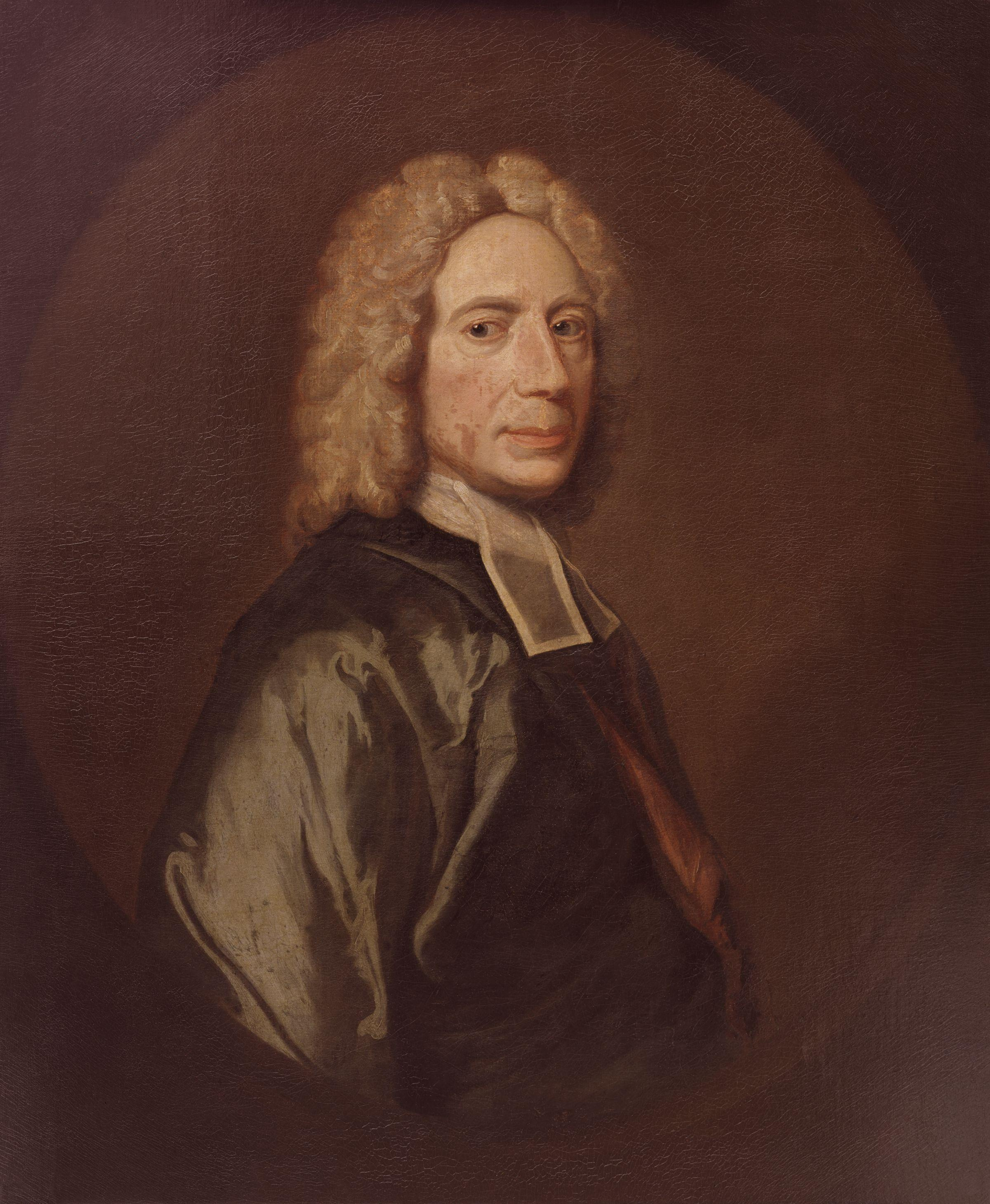
아이작 와츠

아이작 와츠(Isaac Watts; 1674년 7월 17일 - 1748년 11월 25일) 영국의 목회자, 찬송시 작사가, 신학자, 논리학자이다. 750개의 찬송시를 작사했으며, 영국 찬송시의 아버지로 불린다.
아이작 와츠의 아버지는 비국교도이기 때문에 그의 신학적 주장때문에 두번의 수감생활을 하여야 했다.
그는 케임브리지대학이나 옥스포드 대학교에 들어갈 수가 없었다. 당시, 그런 대학교들은 오직 국교회도에게만 제한되어 있었다.
1698년 24살의 나이에 런던의 마크레인에 있는 독립 채플에 아이작 촌시목사의 보조로 섬겼다.
점차 활기를 잃어가고 있던 그 교회에서 아이작 와츠의 설교는 사람들을 매료시켰다.
런던에 있는 그리스도의 교회에서 조셉 카릴과 존 오언의 후임으로 목회자로 사망할 때까지 사역하였다.

## 아르미니우스주의
그는 아르미니우스주의교리를 주장했다. 도덕적 필연과 불가능은 물리적이며 자연적 필연과 불가능 같은 것이다라고 주장하였다.
하지만 자신은 그의 작품에서 자기 자신을 온건한 칼빈주의자라고 선언했다. 그는 선택교리를 변호했으나 유기교리는 거부했다. 조너선 에드워즈는 그가 의지의 자유에 대하여 펠라기우스를 따랐고, 결국은 칼뱅주의를 떠났다고 주장하였다.

## 주요 찬송시
- 기쁘다 구주 오셨네.
- 주달려 죽은 십자가.
- 십자가 군병되어서.
- 천성을 향해 가는 성도들아.

## 저서
- An Humble Attempt towards the Revival of Practical Religion, first published in 1731.
- 하나님과 피조물의 자유의지에 대한 소론 : 자유는 도덕 행위자에게 필수적인 것이나 필연은 도덕 활동과 의무에 필요하지 않은 것이다.

## 같이 보기
- 청교도